# Um Ki-joon
Uhm Ki-joon (tiếng Hàn: 엄기준; sinh ngày 22 tháng 4 năm 1976) là một nam diễn viên người Hàn Quốc.

## Sự nghiệp
Um Ki-joon xuất hiện lần đầu tiên vào năm 1995 trong vở kịch Richard III, mặc dù sau đó anh được biết đến nhiều nhất với tư cách là một diễn viên sân khấu nhạc kịch, đóng vai chính trong Singin' in the Rain, The Sorrows of Young Werther, Grease, The Three Musketeers, Jack the Ripper, The Count of Monte Cristo, Catch Me If You Can, và Rebecca. Anh cũng xuất hiện trong vở kịch Closer của Patrick Marber.
Sự nổi tiếng của Um Ki-joon tăng lên sau khi anh bắt đầu đóng các vai phụ trong các bộ phim truyền hình như Life Special Investigation Team, Thế giới họ đang sống, Hero, Bay cao ước mơ, Scent of a Woman và Giấu mặt. Anh cũng là nam diễn viên chính trong Good Job, Good Job và The Virus.
Um Ki-joon  lần đầu tiên đóng vai phản diện trong bộ phim Mối thù của người cha, đối diện với Kim Myung-min. Tiếp theo là vai Lee Ki-cheol, một thám tử điều tra những vụ giết người hàng loạt trong bộ phim kinh dị Kỳ án truyện tranh, đối diện với Lee Si-young.
Vào năm 2017, Um Ki-joon đóng vai phản diện trong bộ phim kinh dị hợp pháp đình đám Bị cáo.
Vào năm 2018, anh tái hợp với đạo diễn kiêm biên kịch của Bị cáo trong bộ phim y khoa Heart Surgeons.
Vào năm 2020, anh xuất hiện trong phim truyền hình Cuộc chiến thượng lưu với vai thiên tài bất động sản. Bộ phim được phát sóng trên kênh truyền hình SBS từ ngày 26 tháng 10.

## Đóng phim
| Năm  | Tên                   | Vai                       |
| ---- | --------------------- | ------------------------- |
| 2010 | Mối thù của người cha | Choi Byeong-chul          |
| 2010 | Villain and Widow     | Đại diện Ha (khách mời)   |
| 2010 | Finding Mr. Destiny   | Kim Jong-wook (khách mời) |
| 2013 | Kỳ án truyện tranh    | Lee Ki-cheol              |

### Phim truyền hình
| Năm     | Tên                                      | Vai                                  | Kênh          |
| ------- | ---------------------------------------- | ------------------------------------ | ------------- |
| 2006    | Drama City "Who Loved Her?"              | Park Cheol-ho                        | KBS2          |
| 2007    | Drama City "Grim Reaper with Amnesia"    | Dong-wook                            | KBS2          |
| 2007    | Hãy cười lên nào                         | Um Ki-joon                           | MBC           |
| 2008    | Drama City "Secret, Only You Don't Know" | Park Hyeong-joo                      | KBS2          |
| 2008    | Life Special Investigation Team          | Park Chan-ho                         | MBC           |
| 2008    | Thế giới họ đang sống                    | Song Gyu-ho                          | KBS2          |
| 2009    | Good Job, Good Job                       | Choi Seung Hyun                      | MBC           |
| 2009    | Hero                                     | Kang Hye-sung                        | MBC           |
| 2011    | Bay cao ước mơ                           | Kang Oh-hyuk                         | KBS2          |
| 2011    | Miss Ripley                              | Công tố viên (khách mời, tập 14)     | MBC           |
| 2011    | Scent of a Woman                         | Chae Eun-suk                         | SBS           |
| 2011    | Can't Lose                               | Cha Seok-hoon (khách mời, tập 14-17) | MBC           |
| 2012    | Giấu mặt                                 | Jo Hyun-min                          | SBS           |
| 2013    | The Virus                                | Lee Myung-hyun                       | OCN           |
| 2013    | Đôi tai ngoại cảm                        | Um Ki-joon (khách mời, tập 14)       | SBS           |
| 2014    | Golden Cross                             | Michael Jang                         | KBS2          |
| 2015    | Mặt nạ công tố                           | Kang Hyun-woong                      | KBS2          |
| 2016    | Nightmare Teacher                        | Han Bong-gu                          | Naver TV Cast |
| 2017    | Bị cáo                                   | Cha Sun-ho/Cha Min-ho                | SBS           |
| 2017    | Tôi không phải Robot                     | Hong Baek-kyun                       | MBC           |
| 2018    | Heart Surgeons                           | Choi Suk-han                         | SBS           |
| 2020–21 | Cuộc chiến thượng lưu                    | Joo Dan-tae/ Mr. Baek/Baek Joon-ki   | SBS           |
| 2022    | Little Woman                             | Park Jae Sang                        | tvN           |

### Video âm nhạc
| Năm  | Tên bài hát             | Nghệ sĩ     |
| ---- | ----------------------- | ----------- |
| 2007 | "Goodbye, 20 Years Old" | Toy         |
| 2007 | "Three People"          | Lee Ki-chan |
| 2015 | "April Snow"            | Huh Gak     |